# ゾウミジンコ科
ゾウミジンコ科（ゾウミジンコか、Bosminidae）は、ミジンコの1科。吻端から突き出した長い第1触角が特徴である。

## 特徴
多くは小型のミジンコである。頭部が下向きで吻が伸び、その先に第1触角がその延長のように付いている。この第1触角が長く伸びて動かないのがこの科の特徴となっている。ただしこれは雌の場合で、雄では左右それぞれに可動である。遊泳に用いられる第2触角は短く、その先端が殻の腹側の縁に達する程度しかない。先端は2枝があり、外肢は3ないし4節、内肢は3節からなる。殻の中に収まる胸脚は6対あるが最後の第6対は退化してほとんど無くなってる。腸管は真っ直ぐに後ろに伸びて、途中で巻いておらず、また盲嚢も無い。単眼はない。
名前は伸びた吻とそれに続く長い第１触角の様子が象の鼻のように見えるため。

## 生態など
淡水産で湖沼などに見られる。湖沼のプランクトンとして主要な要素となるものの一つである。

## 分類
以下の2属を含む。
- Bosminidae　ゾウミジンコ科
  - Bosminia　ゾウミジンコ属：第1触角は基部まで癒合しない。殻刺がある。外肢が4節。
  - Bosminopsis　ゾウミジンコモドキ属：第1触角は基部で癒合する。殻刺がない。外肢が3節。

日本には両属の種共に知られている。特にゾウミジンコ Bosmina longirostris は日本各地で見られる普通種であり、世界的にもオーストラリア以外の全大陸に分布する。